# Edgar Froese
Edgar Willmar Froese (Tilsit, 6 giugno 1944 – Vienna, 20 gennaio 2015) è stato un musicista tedesco, fondatore e leader dei Tangerine Dream, nonché unico membro a rimanere sempre fisso nella formazione del gruppo.

## Biografia
Froese nacque a Tilsit, nella Prussia Orientale, durante la Seconda Guerra Mondiale. Dopo aver mostrato un'attitudine giovanile per l'arte, Froese entrò all'Accademia di Belle Arti di Berlino Ovest per studiare pittura e scultura. Nel 1965 formò un gruppo chiamato The Ones, che suonava classici del rock e del R&B. Mentre suonavano in Spagna, gli Ones furono invitati ad esibirsi nella villa di Salvador Dalí a Cadaqués. L'incontro di Froese con Dalí fu molto influente, tanto da ispirarlo a seguire direzioni più sperimentali con la sua musica. Gli Ones si sciolsero nel 1967, dopo aver realizzato un solo singolo (Lady Greengrass / Love of Mine). Dopo essere tornato a Berlino, Froese cominciò a ricercare musicisti per creare il gruppo che sarebbe diventato famoso con il nome di Tangerine Dream.
La line-up più prolifica della band fu quella composta da Froese assieme a Peter Baumann e Christopher Franke. Nel corso degli anni, la band ha cambiato numerosi componenti, ma nonostante ciò Froese è rimasto sempre il nucleo centrale, finendo poi per divenire, dopo l'abbandono da parte del figlio Jerome nel 2006, l'unico membro effettivo della band, tanto che numerose pubblicazioni uscite a nome Tangerine Dream sono in realtà lavori solisti di Froese stesso. Dopo il periodo delle sperimentazioni krautrock/cosmiche, la band è stata caratterizzata, negli anni ottanta, da una virata sempre più netta verso un tipo di musica più accessibile fino a divenire, con l'album Optical Race del 1989, una vera e propria realtà new Age.
Dagli anni novanta in poi la band ha pubblicato vari album, mantenendo sempre un sound di elettronica di consumo, ma spaziando tra vari generi, arrivando a toccare anche il pop rock (Madcap's Flaming Duty) e techno-rock (Roockon). Al di fuori dell'attività di gruppo ha pubblicato una serie di album solisti, il primo dei quali nel 1974 con il titolo di Aqua, subito dopo la pubblicazione da parte del gruppo del best seller Phaedra. In seguito vi furono Epsilon in Malaysian Pale (1975) e Macula Transfer (1976). Tutti e tre questi primi album ricalcavano le sonorità caratteristiche della band nello stesso periodo.
Con Ages (1978), al contrario di quanto accadeva nel gruppo, Froese si mantenne su un sound più sperimentale, mentre in Stuntman (1979) le sonorità risultarono più accessibili e simili a quelle che caratterizzarono la band nel primo periodo degli anni ottanta (quando il gruppo si dedicherà soprattutto alla composizione di colonne sonore). Pinnacles (1983) anticipò il definitivo cambio di stile della band verso la new Age, che avvenne poco più tardi (a partire dall'album Tyger del 1985). Nel 1982 Froese ha inoltre composto la colonna sonora del film di Wolf Gremm Kamikaze 1989 interpretato da Rainer Werner Fassbinder e Franco Nero. Nel 2003 ha pubblicato una serie di 5 compilation di remix intitolata Ambient Highway. Il suo ultimo disco in studio risale al 2005 ed è intitolato Dalinetopia.
L'ultima esibizione dal vivo del musicista risale al 9 giugno 2014 a Torino nel corso del "Phaedra Farewell Tour 2014" dei Tangerine Dream; nell'occasione il concerto veniva pubblicizzato come l'ultimo spettacolo dal vivo della band e durante lo spettacolo erano evidenti nel volto e nei movimenti del musicista i segni della malattia da cui era affetto, probabilmente un ictus; inoltre durante i saluti finali la voce era particolarmente affaticata e stentata.
Il musicista tedesco Edgar Froese è morto per un'embolia polmonare all'età di 70 anni a Vienna: il decesso è avvenuto il 20 gennaio 2015, ma solo tre giorni dopo fu resa nota la notizia.

## Discografia

### Solista

#### Album in studio
- 1974 - Aqua
- 1975 - Epsilon in Malaysian Pale
- 1976 - Macula Transfer
- 1978 - Ages
- 1979 - Stuntman
- 1982 - Kamikaze 1989 (colonna sonora)
- 1983 - Pinnacles
- 2005 - Dalinetopia

#### Compilation
- 1976 - Electronic Dreams
- 2003 - Introduction to the Ambient Highway
- 2003 - Ambient Highway Vol.1
- 2003 - Ambient Highway Vol.2
- 2003 - Ambient Highway Vol.3
- 2003 - Ambient Highway Vol.4
- 2005 - Orange Light Years

### Con i Tangerine Dream (discografia principale)

#### Album in studio
- 1970 - Electronic Meditation
- 1971 - Alpha Centauri
- 1972 - Zeit
- 1973 - Atem
- 1974 - Phaedra
- 1975 - Rubycon
- 1976 - Stratosfear
- 1978 - Cyclone
- 1979 - Force Majeure
- 1980 - Tangram
- 1981 - Exit
- 1982 - White Eagle
- 1983 - Hyperborea
- 1985 - Le Parc
- 1986 - Green Desert
- 1986 - Underwater Sunlight
- 1987 - Tyger
- 1988 - Optical Race
- 1989 - Lily on the Beach
- 1990 - Melrose
- 1992 - Rockoon
- 1992 - Quinoa
- 1994 - Turn of the Tides
- 1995 - Tyranny of Beauty
- 1996 - Goblins Club
- 1997 - Ambient Monkeys
- 1999 - Mars Polaris
- 2000 - The Seven Letters from Tibet
- 2005 - Jeanne d'Arc
- 2007 - Madcap's Flaming Duty
- 2008 - Views from a Red Train

#### Album live
- 1975 - Ricochet
- 1977 - Encore
- 1981 - Quichotte/Pergamon
- 1982 - Logos Live
- 1984 - Poland
- 1988 - Live Miles
- 1993 - 220 Volt Live
- 1997 - Tournado
- 1998 - Valentine Wheels
- 2003 - Live in America 1992
- 2009 - The London Eye Concert
- 2009 - Live @ Dussman Berlin
- 2009 - The Epsilon Journey
- 2009 - Izu